# Neobatrachus pelobatoides
Neobatrachus pelobatoides és una espècie de granota que viu a Austràlia.